# الأمم المتحدة في اسرائيل
تتعلق معظم الخلافات بين الأمم المتحدة وإسرائيل العربي، بما في ذلك الصراع الإسرائيليّ الفلسطيني، وتنشأ قضايا أخرى من وقت لآخر. تلعب الأمم المتحدة أيضًا دورًافي رعاية مفاوضات السلام بين إسرائيل والفلسطينيين، مستندة إلى خريطة الطريق التي تهدف إلى تحقيق حل الدولتين.
في عام 1975، اعتمدت الجمعية العامة القرار رقم 3379 الذي نصعلى أن “الصهيونية شكل من أشكال العنصرية”، وهو قرار أثارجدلاً واسعًا حتى تم إلغاؤه في عام 1991. يعتبر هذا القرار مثالًاعلى الانقسامات العميقة داخل الأمم المتحدة بشأن القضاياالمتعلقة بإسرائيل، حيث ترى الدول الإسلامية، وخاصة الدولالعربية، نفسها كأكثر الأطراف عداءً لإسرائيل في المنظمات الدولية، وتستند في ذلك إلى مواقفها السياسية والتاريخية.
الولايات المتحدة، من جانبها، تستخدم حق النقض (الفيتو) ضدمعظم قرارات مجلس الأمن التي تتعلق بإسرائيل، استنادًا إلىشراكتها الاس تراتيجية مع تل أبيب. هذه السياسة تعرف بمبدأ“نيغروبونتي”، الذي يعكس التزام واشنطن بحماية إسرائيل منالضغوط الدولية. وفي المقابل، فإن الدول الإسلامية تواصل ممارسة الضغط في الأمم المتحدة على القضايا المتعلقة بحقوق الفلسطينيين. منذ عام 1961 حتى 2000، لم تكن إسرائيل عضوًا في أي مجموعةإقليمية، وذلك بسبب معارضة الدول الإسلامية في المجموعةالإقليمية الآسيوية لقبولها. في عام 2000، مُنحت إسرائيلعضوية محدودة في مجموعة أوروبا الغربية ودول أخرى(WEOG)، مما سمح لها بالاستفادة من بعض الميزات الإقليمية.

## دور الأمم المتحدة
على مر السنين، لعبت الأمم المتحدة دورًا مهمًا في تقديم الدعم للاجئين الفلسطينيين من خلال وكالة الأمم المتحدة لإغاثة وتشغيل اللاجئين الفلسطينيين في الشرق الأدنى (الأونروا)، التي توفر التعليم والرعاية الصحية والمساعدات الغذائية. كما قدمت الأمم المتحدة منبرًا للمطالبات السياسية الفلسطينية عبر اللجنة المعنية بممارسة الحقوق غير القابلة للتصرف للشعب الفلسطيني، وشعبة حقوق الإنسان، واللجنة الخاصة المعنية بالتحقيق في الممارسات الإسرائيلية التي تمس حقوق الإنسان.
في 1 نوفمبر 2005، اعتمدت الجمعية العامة للأمم المتحدة قرارًا تاريخيًا يتعلق بمبادرة إسرائيل ومنظمات دولية الزراعية لتحقيق الأمن الغذائي على مستوى عالمي. هذاالقرار يشير إلى إمكانية التعاون بين إسرائيل والدول الأخرى فيمجالات معينة، على الرغم من التوترات السياسية.
وفي عام 2012، اعتمدت الجمعية قرارًا يتناول ريادة الأعمالوالابتكار من أجل التنمية، مما يعكس التوجه نحو التعاون فيالمجالات الاقتصادية والاجتماعية.القضايا المتعلقة بإسرائيل وفلسطين تحتل جزءًا كبيرًا منالمناقشات في الأمم المتحدة، حيث تمثل المسألة الفلسطينيةواحدة من أقدم وأعقد الأزمات الإنسانية في التاريخ المعاصر. لعبت الأمم المتحدة دورًا محوريًا في السعي نحو تحقيق السلام، لكنها واجهت تحديات عديدة، بما في ذلك الانقسامات السياسية داخل المنظمة والضغوط الخارجية. تبني لجنة الأممالمتحدة الخاصة بفلسطين لتوصية تقسيم فلسطين في عام 1947 كان واحدًا من أولى القرارات التي شكلت الأساس للدور المستمرللأمم المتحدة في هذه القضية.
خلال السنوات الماضية، رعت الأمم المتحدة العديد من مفاوضات السلام، كان آخرها خارطة طريق السلام عام 2002، التي اقترحت خطوات تدريجية للتوصل إلى حل شامل. ومع ذلك، تبقى آفاقا للسلام معقدة، ويستمر الصراع في التأثير على الأجيال الحالية والمقبلة.